# Maria Maya
Maria Antônia Gigliotti Campos Maya (sinh ngày 29 tháng 6 năm 1981 tại Rio de Janeiro) là một nữ diễn viên người Brazil.

## Tiểu sử và sự nghiệp
Cô là con gái của đạo diễn Wolf Maya, đồng thời là nữ diễn viên kiêm đạo diễn Cininha de Paula, cháu gái của diễn viên hài Chico Anysio, cháu gái của Lupe Gigliotti, em họ thứ hai của diễn viên hài kiêm diễn viên Nizo Neto, Marcos Palmeira và Bruno Mazzeo.
Maria bắt đầu trong telenovela Cara e Coroa vào năm 1995, nơi anh chơi Nádia. Tiếp theo là Kelly Bola, một trong những nhân vật vĩ đại nhất của nó trong Salsa e Merengue năm 1996. Sau tiểu thuyết chỉ trở lại với tiểu thuyết năm 2003; tại thời điểm kết hôn với nam diễn viên Ernani Moraes, hơn cô 25 tuổi, người đã ly thân.
Tại thời điểm này, ba người đã làm miniseries: Hilda Furacão, A Muralha và O Quinto dos Infernos. Cảnh quay là trong tiểu thuyết Chocolate com Pimenta, nơi mà người mắc bệnh tưởng Lili, thư ký của bác sĩ Paul (do Guilherme Piva thủ vai). Sau khi anh ấy tạo ra những nhân vật nổi bật nhất của mình, Regininha, một samba Senhora do Destino tươi tốt, 2004. Năm 2006, anh Sandrinha ở Cobras &amp; Lagartos.
Ở trong phim India - A Love Story đóng vai Inês, một cô gái mặc quần áo và trang điểm kỳ lạ và cố gắng cảnh báo cha mẹ Melissa và Ramiro, do Christiane Torloni và Humberto Martins thủ vai, về căn bệnh của anh trai mình, Tarso (Bruno Gagliasso). Ông nội cũng giúp khám phá một số bí mật gia đình.
Năm 2009, Maya xuất hiện trong vai trò khách mời trong Tempose de Paz, của Daniel Filho. Cùng năm và năm sau đóng vai chính trong hai phần, Play và A Loba de Ray-ban, trong đó cô vào vai Fernanda Porto, người phải lòng Júlia Ferraz (Christiane Torloni).